# Медоуз, Донелла
Донелла (Дана) Медоуз (англ. Donella H. Meadows; 1941—2001) — американская исследовательница-специалистка по охране окружающей среды, учительница и писательница. Получила мировую известность как соавтор знаменитой книги «Пределы роста», написанной по заказу Римского клуба.

## Биография
Родилась в Элджине (штат Иллинойс). Получила степень бакалавра химии в Карлтонском колледже в 1963 году, степень доктора философии по биофизике в Гарвардском университете в 1968 году. После продолжительного путешествия со своим мужем, Деннисом Медоуз, из Англии в Шри-Ланку и обратно, она стала, как и её муж, научным сотрудником в Массачусетском технологическом институте в качестве члена команды департамента, созданного Джеем Форрестером (основателем системной динамики и принципа магнитного хранения данных в компьютерах).
Преподавала в Дартмутском колледже в течение 29 лет, начиная с 1972 года.
Получила награду от благотворительного фонда Пью (The Pew Charitable Trusts) за сохранение окружающей среды в 1991 году и стипендию Мак-Артура в 1994 году. Кроме того, получила награду Уолтера Пейна за научное образование в 1990 году. Посмертно получила награду Джона Чейфи за вклад в охрану окружающей среды от Фонда закона об охране природы (Conservation Law Foundation) в 2001 году.
Медоуз вела еженедельную колонку «Гражданин мира», комментируя глобальные события с системной точки зрения. Многие из этих комментариев были собраны и опубликованы в книге «The Global Citizen Donella H. Meadows». Её научные работы оказали значительное влияние на сотни других академических исследований, инициативы правительств и международные соглашения.
Донелла долгое время была членом американской ассоциации Римского клуба, которая учредила премию в её память «За устойчивые глобальные действия». Эта награда вручается выдающимся людям, внесшим вклад в глобальное устойчивое развитие, которому Донелла посвятила свои работы.

## Научная работа
Когда её спрашивали, достаточно ли у нас времени, чтобы предотвратить катастрофу, она всегда говорила, что у нас ровно столько времени, сколько нужно, - начиная с сегодняшнего дня.Из речи Эмори Лавингс, посвященной Донелле Медоуз

### Пределы роста
В 1972 году она была в составе группы МТИ, которая провела расчет глобальной модели World3 по заказу Римского клуба, ставший основой для книги «Пределы роста». В книге были представлены результаты исследования последствий быстрого роста населения планеты на экономическую ситуацию и окружающую среду. Книга получила широкую популярность в мире и привела к дискуссиям относительно пределов ресурсов Земли с точки зрения роста населения, которые продолжаются по сей день.

### «Группа Балатон»
В 1982 году Донелла Медоуз и Деннис Медоуз создали международную сеть ведущих учёных по природным ресурсам, охране окружающей среды, системному моделированию и устойчивому развитию. Со времени основания члены группы встречаются каждую осень на озере Балатон в Венгрии. Официальное название группы — International Network of Resource Information Centres (INRIC), которая приобрела популярность под названием «Группа Балатон».

### Институт устойчивого развития
Донелла Медоуз основала Институт устойчивого развития (Sustainability Institute), с целью объединить исследования глобальных систем с практическими демонстрациями «устойчивой» жизни, включая разработку Cohousing, или экодеревни, и органическую ферму в Cobb Hill в Хартланде, Вермонт.

### Глобальная деревня
В 1990 году Донелла Медоуз опубликовала доклад под названием «Who lives in the Global Village?» «Если бы мир состоял из деревень по 100 человек»; доклад в настоящее время опубликован на испанском и японском языках.

### Система 12 рычагов
В 1999 году Медоуз опубликовала своё известное эссе «Leverage Points: Places to Intervene in a System», в котором описала, какие типы воздействий на систему наиболее эффективны, а какие наименее эффективны.

## Публикации
- Donella H. Meadows, Jorgen Randers and Dennis L. Meadows Limits to Growth-The 30 year Update, 2004, hardcover ISBN 1-931498-51-2
- Dennis L. Meadows, Donella H. Meadows, Eds. Toward Global Equilibrium: Collected Papers, Pegasus Communications, 1973, hardcover ISBN 0-262-13143-9
- Donella H. Meadows and J. M. Robinson, The Electronic Oracle: Computer Models and Social Decisions, John Wiley & Sons, 1985, hardcover, 462 pages, ISBN 0-471-90558-5
- Donella H. Meadows, Global Citizen, Island Press, 1991, paperback 197 pages, ISBN 1-55963-058-2
- Donella H. Meadows, et al. Limits to Growth: A Report for the Club of Rome’s Project on the Predicament of Mankind, New American Library, 1977, paperback, ISBN 0-451-13695-0; Universe Books, hardcover, 1972, ISBN 0-87663-222-3 (scarce).
- Donella H. Meadows et al. Beyond the limits : global collapse or a sustainable future, Earthscan Publications, 1992, ISBN 1-85383-130-1
- Donella H. Meadows (2008) Thinking in Systems — A primer (Earthscan) ISBN 978-1-84407-726-7
  - Медоуз Д. Х. «Азбука системного мышления». М.: БИНОМ. Лаборатория знаний, 2011. — 343 с.
- Dennis L. Meadows, Donella H. Meadows and Jorgen Randers, Beyond the Limits: Confronting Global Collapse, Envisioning a Sustainable Future, Chelsea Green Publishing, 1993, paperback, 320 pages, ISBN 0-930031-62-8
- Donella H. Meadows, John M. Richardson and Gerhart Bruckmann, Groping in the Dark: The First Decade of Global Modelling, John Wiley & Sons, 1982, paperback, ISBN 0-471-10027-7
- edited by Sandi Brockway, foreword by Marilyn Ferguson, introduction by Denis Hayes, preface by Donella H. Meadows, Macrocosm U. S. A.: Possibilities for a New Progressive Era…, Macrocosm, 1993, paperback, 464 pages, ISBN 0-9632315-5-3
- Michael J. Caduto, foreword by Donella H. Meadows, illustrated by Joan Thomson, Pond and Brook: A Guide to Nature in Freshwater Environments, University Press of New England, 1990, paperback, 288 pages, ISBN 0-87451-509-2
- Ikeda Kayoko, C. Douglas Lummis, Si El Mundo Fuera Una Aldea De 100 Personas/if The World Were A Village Of 100 People, Paperback, 64 pages, ISBN 84-7669-625-6. Japanese/English version: ISBN 4-8387-1361-4

### В русском переводе
- Медоуз Д. и др. Пределы роста / Пер. с англ.; Предисл. Г. А. Ягодина. — М.: Изд-во МГУ, 1991. — 208 с. — ISBN 5-211-02014-6.
- Медоуз Д. и др. Пределы роста. 30 лет спустя = Limits to growth.The 30-year update. — М.: Академкнига, 2007. — 342 с. — ISBN 978-5-94628-218-5.
- Медоуз Д. Азбука системного мышления / Донелла Медоуз ; пер. с англ. Д. Романовского ; [науч. ред. А. Савкина]. — М. : Манн, Иванов и Фербер, 2018. — 272 c.  ISBN 978-5-00117-352-6